# Permanent Residence
Residencia Permanente (永久居留) es una película de Hong Kong de 2009 protagonizada por Sean Li y Osman Hung. Fue dirigida por el cineasta de Hong Kong Danny Cheng, también conocido como Scud. La película explora varios temas tradicionalmente considerados "tabú" en la sociedad de Hong Kong, de una manera inusualmente abierta y desafiante de las convenciones, y presenta desnudez masculina frontal total en varias escenas. Es la segunda de siete películas estrenadas públicamente por Scud. Las otras seis películas son: City Without Baseball en 2008, Amphetamine en 2010, Love Actually... Sucks! en 2011, Voyage en 2013, Utopians en 2015 y Thirty Years of Adonis en 2017. La octava película, Apostles, se realizó en 2022, al igual que la novena, Bodyshop, pero ninguna se ha estrenado aún. La décima y última película, Naked Nations: Hong Kong Tribe, se encuentra actualmente en producción.

## Trama
La película explora la historia casi real de un joven chino (se dice que es una semiautobiografía del escritor/productor de la película) que busca una relación a largo plazo con un amigo heterosexual. El amigo es consciente de su inclinación y está feliz de entablar amistad con él, pero es muy reacio a expresarle afecto abiertamente o a involucrarse emocionalmente.

## Producción
Permanent Residence examina los límites de la vida y es la primera de una trilogía: la segunda, llamada Amphetamine, examina los límites de la pasión, mientras que la tercera, conocida como Life of an Artist, examina los límites del arte. Amphetamine se proyectó en el Festival Internacional de Cine de Berlín el 15 de febrero de 2010, y también se mostró en el Festival Internacional de Cine de Hong Kong el 6 de abril de 2010. La tercera película, Life of an Artist, aún no se ha estrenado.
En el libro álbum que acompaña a la película, el director Scud aparece desnudo sustituyendo a Sean Li en las fotos en un intento de enfatizar el carácter semiautobiográfico de la película. Los videos publicitarios que acompañan a la película también muestran la desnudez frontal total del famoso modelo de Hong Kong Byron Pang, quien fue concursante000 del concurso Mr. Hong Kong 2005, y del propio director de la película ('Scud'). Los críticos dijeron que la película era a la vez perspicaz y triste, ya que reflexionaba sobre la naturaleza fugaz del amor y la mortalidad.[cita requerida]

## Reparto
- Osman Hung como Windson
- Sean Li como Iván
- Jackie Chow Tak Bong como Josh Aviv
- Lau Yu Hong como Nam
- Eva Lo como Eva

## DVD y Blu-ray
Una edición de Panorama Distribution (HK) de esta película se lanzó internacionalmente en DVD el 5 de octubre de 2009 y en Blu-ray Disc el 4 de agosto de 2011. El 3 de mayo de 2011 se lanzó una edición Blu-ray para Estados Unidos.